# Nokia 1112
Nokia 1112 es un teléfono móvil GSM de bajo coste producido por Nokia. El 1112 fue liberado en 2006 como sucesor del Nokia 1110.
Con iconos gráficos y fuentes de tamaño grande, Nokia 1112 es un teléfono fácil de utilizar pensado para usuarios principiantes de países en desarrollo.
Como dispositivo de dos bandas, opera en redes GSM 900/1800 o 850/1900. Tiene una pantalla monocromática de 96 x 68 píxeles de resolución con iluminación de fondo blanca y altavoz integrado para manos libres.
El teléfono tiene utilidades integradas, como calculadora, cronómetro y soporta tonos polifónicos. Además de otras características básicas como SMS y mensajería con imágenes, tiene un reloj parlante y alarma.
La duración de la batería ronda las 5 horas en tiempo de conversación y 15 días en modo de espera.